# Rapa rapa
Rapa rapa is een slakkensoort uit de familie Muricidae. De wetenschappelijke naam werd in 1758, als Murex rapa, gepubliceerd door Carl Linnaeus in de tiende editie van Systema naturae.